# Balun
Balun (de l'anglès balanced-unbalanced lines transformer) és un dispositiu conductor que converteix línies de transmissió no balancejades en línies balancejades (el senyal es transmet en mode diferencial). La inversa també és certa: el balun és un dispositiu reversible.
També serveixen com a adaptadors d'impedància.

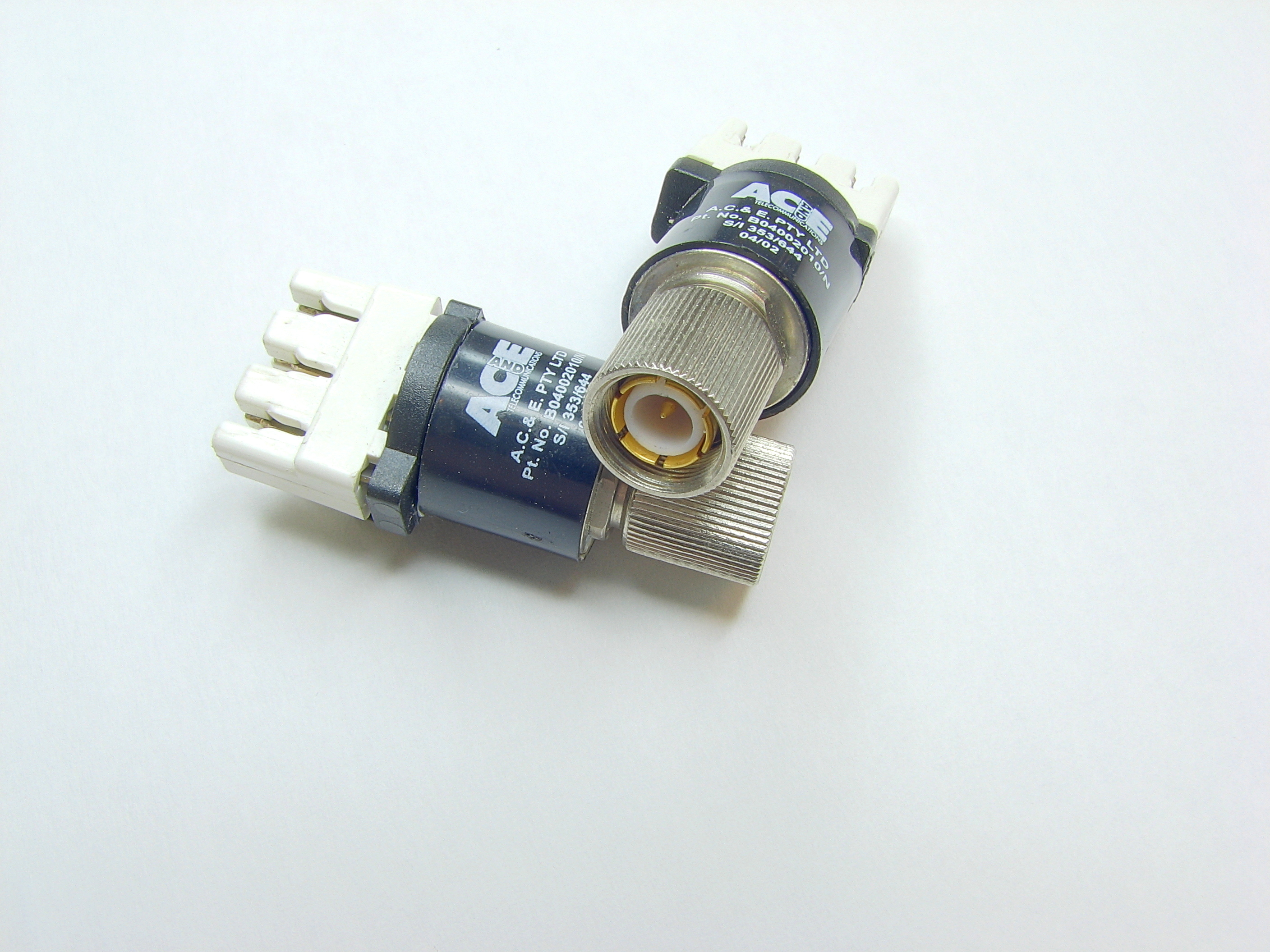
Fig.1 Balun de cable parell trenat a cable coaxial

## Tipus de balun
Els més importants són:
- Transformador clàssic
- Autotransformador
- Transformador línia de transmissió
- Línia de retard

## Aplicacions
Alguns exemples:

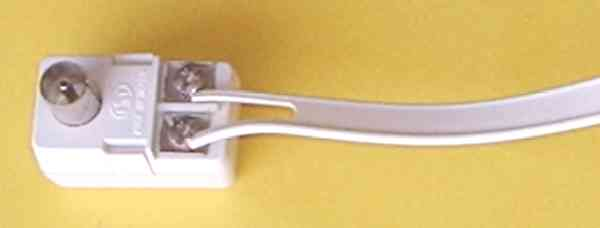
Fig.2 Balun de cable coaxial a cable pla

- En cables de sistemes de comunicacions (Fig. 1)

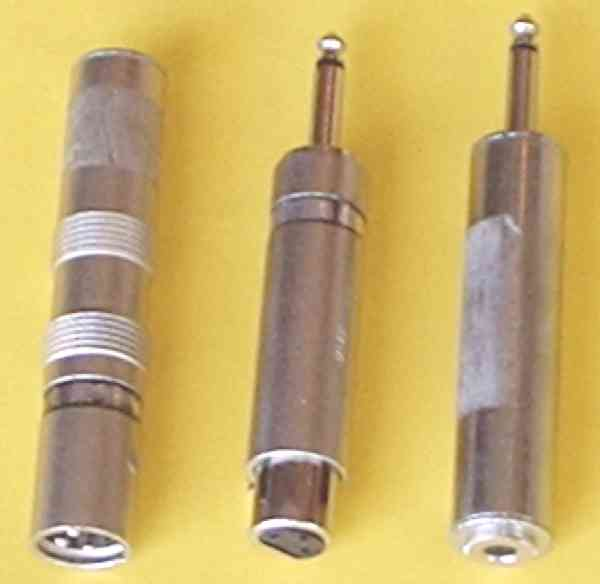
Fig. 3 Cable sistema d'àudio

- En cables de antenes (Fig. 2)
- En cables de sistemes d'àudio i vídeo. (Fig. 3)Fig. 3 Cable sistema d'àudio